# Ponta Bicuda
Ponta Bicuda är en udde i Kap Verde.   Den ligger i kommunen Concelho do Tarrafal, i den södra delen av landet, 50 km norr om huvudstaden Praia. Ponta Bicuda ligger på ön Santiago.
Terrängen inåt land är lite kuperad. Havet är nära Ponta Bicuda åt nordost. Runt Ponta Bicuda är det tätbefolkat, med 266 invånare per kvadratkilometer.. Närmaste större samhälle är Tarrafal, 7,1 km sydväst om Ponta Bicuda. 